# Priorat (religió)

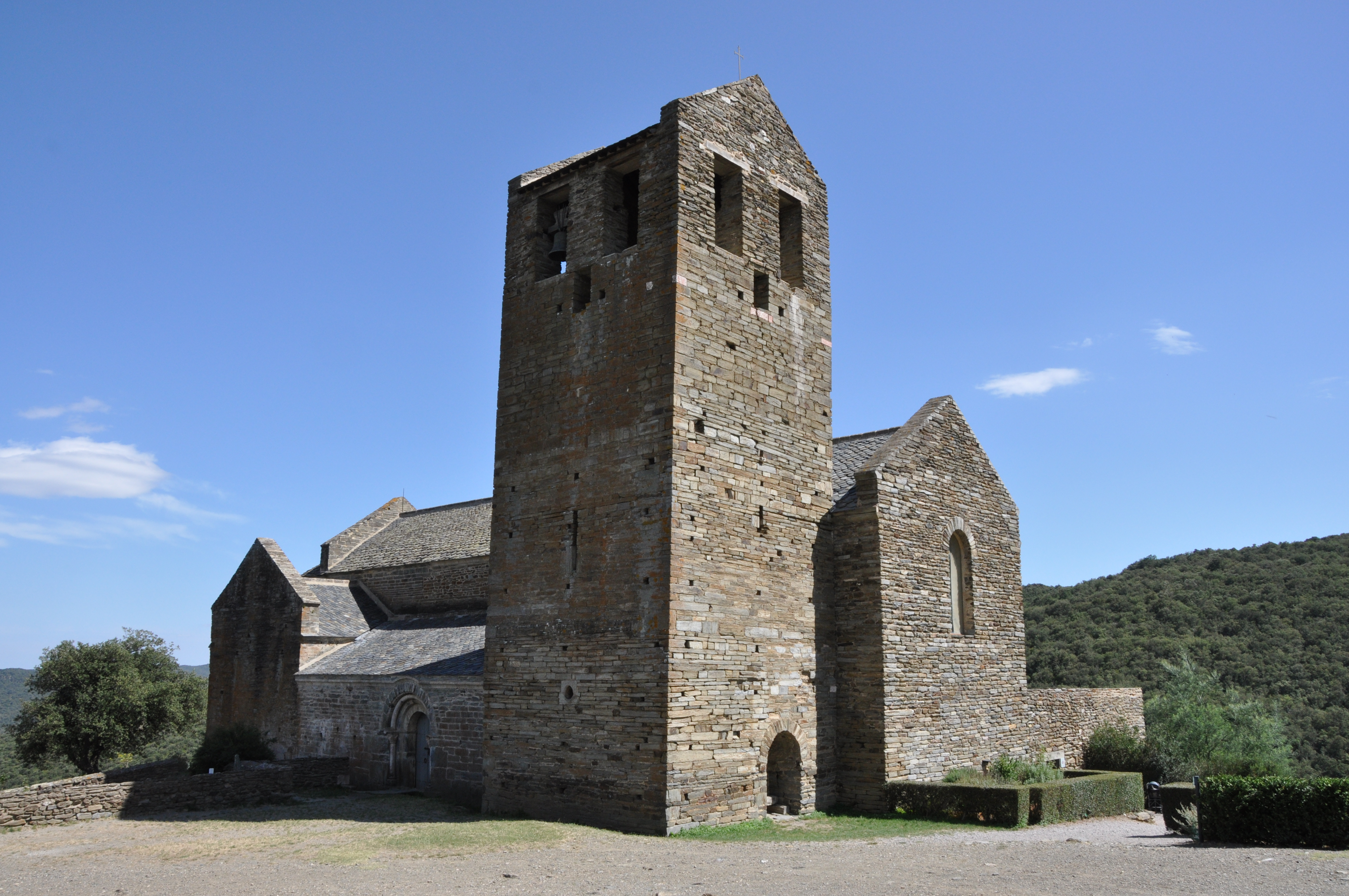
Antic priorat de Santa Maria de Serrabona, al Rosselló (Catalunya Nord)

Un priorat (etimològicament, 'el monjo primer') és un monestir o casa religiosa, normalment depenent d'una abadia més important, regit per un prior, aquest també subordinat a un abat més important. Els priorats solen ser menys importants que les abadies, ja que la seva comunitat no arriba als quinze monjos de professió solemne o amb els vots definitius.
El terme priorat també és utilitzat pels ordes monàstics dominicans, agustinians eremites, cartoixans, carmelites i servites per designar les seves abadies. Aquests ordes, doncs, no tenen abats sinó priors.